# Seriphidium nitrosum
Seriphidium nitrosum là một loài thực vật có hoa trong họ Cúc. Loài này được (Weber ex Stechm.) Poljakov miêu tả khoa học đầu tiên năm 1961.